# Brai
Cet article possède un paronyme, voir Braie.
Le brai est une substance noirâtre pâteuse et collante obtenue par pyrolyse de matières organiques en conditions anoxiques ou en atmosphère très pauvre en oxygène. Il existe d’une part le brai végétal, extrait d’écorces d’arbres, et d’autre part des brais minéraux, issus de la distillation d’hydrocarbures.

## Brai de bouleau

### Brai de bouleau par les Néandertaliens
Le brai végétal est une colle. Il est extrait de l'écorce de bouleau selon une technique mise au point par les Néandertaliens,, il y a au moins 200 000 ans, ce qui en fait le plus ancien matériau synthétique connu. Une étude de 2019 a montré que ces premières productions de brai ont pu être réalisées selon une technique relativement simple, faisant intervenir des foyers à ciel ouvert. Le brai fut aussi employé par les Homo sapiens (hommes anatomiquement modernes) pendant toute la Préhistoire. Cette colle servait en particulier à fixer une lame en pierre taillée à un épieu, pour Néandertal, ou à une lance, pour Sapiens.
Les préhistoriens ont cherché à reproduire sa technique de fabrication avec le matériel disponible à l'époque. La difficulté pour obtenir cette résine est de chauffer, à une température supérieure à 340 °C, des écorces de bouleau sans provoquer leur combustion, qui se produit au-delà de 400 °C à l'air libre. Le procédé nécessite donc de soumettre les écorces à une pyrolyse, c'est-à-dire une transformation chimique en condition anoxique. Une solution possible consiste à employer deux grandes coquilles d'œuf d'oie, décalottées et encastrées l'une dans l'autre : le premier œuf contient les écorces ; le second, placé en dessous, sert de réceptacle à la résine. L'ensemble est scellé hermétiquement avec de l'argile, puis à demi enterré. On peut alors chauffer le dispositif avec du charbon incandescent. Une bonne maîtrise de ce processus permettait d'obtenir le brai en deux heures. La résine extraite à chaud était utilisée après refroidissement.

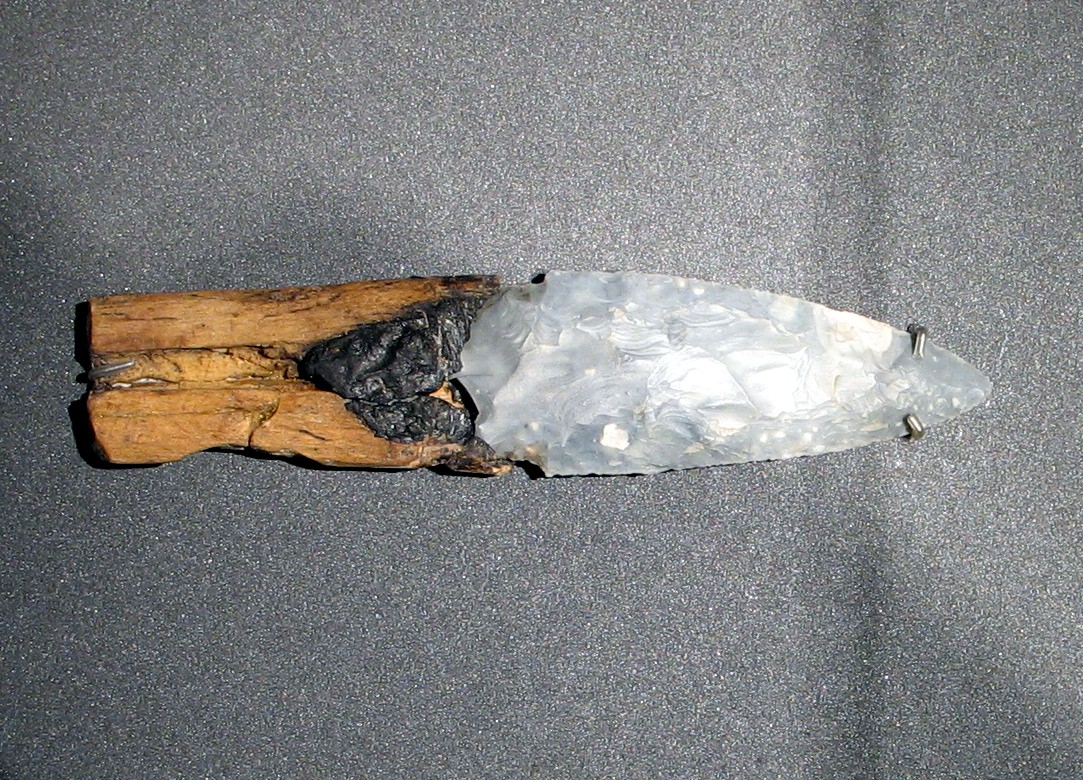
Poignard à lame en silex, emmanchement en bois de sureau avec brai de bouleau, daté entre 2800 et 3000 av. J.-C. Site palafitte d'Allensbach (lac de Constance).

## Brai des pins
La signification des mots « goudron », « brai » et « poix » est souvent imprécise et les termes sont souvent interchangeables. Brai va désigner l'oléorésine, la gemme ou la térébenthine ; « brai sec » va souvent désigner la colophane ; « bray » ou brai gras, désigne différentes qualités de goudron de pin, quelquefois mêlés de graisses animales, employée pour le calfatage des navires
En France le pin maritime qui croît dans les Landes de Gascogne et en Provence a été la source de ces produits résineux qui ont pu, à une époque, prendre le nom collectif de « munitions de marine ». Lorsque les arbres sont gros, on peut en tirer l'oléorésine qui prend le nom de « gemme » lorsqu'on la récolte, et qui filtrée et clarifiée, prend le nom de térébenthine. L'arbre est par la suite abattu et débité en planches ou carbonisé pour fabriquer du goudron. Un arbre d'un pied de diamètre rend sans beaucoup de frais dix à douze livres de « brai » (gemme) chaque année, pendant dix ans ; si après cela on le coupe, il peut produire d'un dixième à un vingtième de son poids en goudron pendant que l'on carbonise son bois. L'autre produit de cette carbonisation est du charbon de bois.
La térébenthine des pins connue en France sous le nom de « brai » est différente de celle des mélèzes et des térébinthes; on commence sa récolte dès la mi-mars à l'époque où s'établit sa circulation ; elle devient plus abondante quand les chaleurs sont plus fortes comme en juillet et août. Vers le mois d'octobre, la récolte cesse, jusqu'au retour du printemps ; cette térébenthine ou brai se recueille au moyen des entailles pratiquées au pied des arbres dans l'aubier de leur tronc. La manière usitée dans le midi de la France est quand les pins ont quatre pieds de tour de creuser au bas une petite fosse capable de tenir deux ou trois litres, ensuite on pratique au-dessus une entaille dans le corps de l'arbre de façon à enlever avec une herminette bien tranchante outre l'écorce, un copeau d'un décimètre carré et de deux centimètres d'épaisseur ; c'est par cette plaie (la care), que le brai descend depuis le mois de mai jusqu'au mois de septembre, temps pendant lequel on rafraîchit la plaie tous les quinze jours en l'élevant à chaque fois d'un à deux centimètres ; l'ouvrier chargé de cet objet (appelé gemmeur) peut soigner de deux mille cinq cents à trois mille arbres, et s'occuper en outre à puiser le brai dans les fosses à l'aide d'une cuillère de fer, et à le porter dans une auge ou réservoir de bois destiné à le recevoir.
Afin de l'épurer on le fait écouler par un trou pratiqué au fond, au-dessus d'un lit de paille qui recouvre un second réservoir et sert de filtre. 
Cette opération terminée pour le convertir en résine, on le verse dans une chaudière ou on le cuit avec le galipot ou brai sec que l'on a obtenu en grattant les entailles. On veille à ce que le feu ne puisse gagner la matière qui doit être en ébullition pendant plusieurs heures de suite. Afin de n'en rien perdre quand elle se gonfle, on lui ménage pour s'écouler une échancrure au bord de la chaudière. Le trop plein tombe dans un réservoir rempli d'eau destiné à le recevoir. Tant que la résine est encore trop peu cuite elle est sans cesse puisée avec une petite quantité d'eau et reversée dans la chaudière; on reconnaît qu'elle est suffisamment cuite quand après l'avoir laissée refroidir un peu, on la réduit aisément en poudre. On la coule alors dans des moules formés avec du sable battu en la faisant passer encore une fois à travers un filtre de paille ; là elle se fige en pains de soixante quinze à cent kilogrammes, prêts à entrer dans le commerce (une sorte de colophane).
Si au lieu du procédé ci-dessus, on fait cuire la résine avec de l'eau dans un alambic, on l'obtient au fond de la cucurbite (le colophane qui reste au fond de l'alambique) et en outre on recueille dans le récipient un sixième d'esprit de raze, (l'autre nom que l'on a pu donner à l'essence de térébenthine) qui se conserve liquide et se vend plus cher que la résine ; c'est une sorte d'esprit de térébenthine et on s'en sert pour remplacer le véritable qui s'extrait de la térébenthine des mélèzes et des térébinthes.
La paille qui a servi à filtrer le brai ainsi que tous les copeaux et morceaux de bois qui en sont imbibés doivent être mis à part pour servir à la fabrication du goudron ou à celle du noir de fumée.
Comme évoqué plus haut le bois de pin coupé en bûches mais aussi les racines du pin permet de produire le goudron de pin dans un four particulier.
Théophile-Jules Pelouze détaille brai sec et brais gras:
- Brais sec —  Le brai sec autrement appelé arcanson est en général, sous le point de vue marchand, et abstraction faite de l'espèce végétale dont il provient, une résine privée par la distillation de la plus grande partie de l'huile essentielle qu'elle contenait primitivement. Les marchands ne font aucune distinction ; soit que le brai sec provienne des résines des pins maritima, sylvestris, ou larix. Les caractères distinctifs et indiquant la bonne qualité du brai sec sont la couleur jaune fauve peu foncée et une certaine transparence. Il se rencontre des sortes où cette transparence est troublée par l'interposition de divers corps étrangers tels que sable, débris charbonneux, etc.et c'est toujours aux dépens de la valeur réelle du brai. Souvent aussi il est imprégné d'eau frauduleusement introduite pendant la fusion. Pour mieux s'assurer de la qualité il est bon d'en détacher quelques fragments minces et plus faciles à observer. Les qualités inférieures de brai sec offrent une nuance plus brune on y reconnaît de nombreuses souillures. C'est en première ligne l'Amérique septentrionale qui approvisionne la France en beaux brais, ils sont apportés en petits barils neufs complètement remplis de matière coulée chaude. Quant aux brais dits de Bordeaux de Bayonne et de quelques autres localités françaises ils nous arrivent généralement en grosses futailles appelées gonnes. Quelquefois la matière y a été coulée à chaud, mais plus souvent elle s'offre en pains concassés[11].
- Brais gras — Sous le nom de brai gras on désigne dans le commerce plusieurs sortes de goudrons épaissis par l'ébullition. C'est encore l'Amérique du Nord et après elle la Suède qui fournissent les brais gras les plus estimés ; ceux français sont de beaucoup inférieurs.  —  On confond aussi sous le nom de brai gras une partie des produits de la distillation des bois non résineux. Cette substance très inférieure au véritable brai gras des bois résineux est en général d'un fort mauvais emploi dans beaucoup d'arts ce n'est dans le fait qu'un savonule acide saturé de vinaigre de bois[11].

Le brai désigne un « goudron récent qui en refroidissant s'épaissit et perd sa fluidité. À proportion de ce qu'il est plus dur, plus clair, plus transparent, il est meilleur et coûte plus cher. On fait aussi du brai avec de la résine et autres matières gluantes qui font un corps dur, sec et noirâtre; dans cet état on l'appelle brai sec, et il n'est pas propre à être employé ainsi pour la marine. Il faut en faire du brai gras en jetant du suif dedans quand on le fond pour l'employer à enduire les coutures et les carènes des vaisseaux. »

## Brais minéraux
Le brai de houille ou de pétrole est un résidu pâteux de la distillation du goudron ou du pétrole. Il n'est pas tout à fait solide à température ordinaire mais est 1 million de fois plus visqueux que l'eau comme le démontre l'expérience de Parnell débuté en 1930. Un goutte à goutte s'opère en environ 9 ans.
Le brai de houille (en anglais pitch coke) est issu de la distillation du goudron de houille tandis que le brai de pétrole, lui, est issu de la distillation du pétrole.

### Usages
Le brai est un liant, utilisé dans la fabrication des anodes et des cathodes. Anciennement, il servait pour agglomérer la poussière de charbon en boulets.
Mêlé à des fibres, le brai est utilisé pour le calfatage. Il est donc un agent d'isolation, un agent scellant et d'étanchéité.

### Classification douanière (système harmonisé)
Le brai de goudron de houille (Coal Tar Pitch) se classe au numéro 2708.10 dans le « système harmonisé » (SH) de la douane.

### Toxicologie, santé au travail
Il y a longtemps que l'on a constaté que les ouvriers ou personnes exposées aux goudrons, suies et brais, développaient des maladies spécifiques (cancers notamment).
Le brai de goudron (2009, vol. 100F) a été reconnu par l'IARC comme facteur de risque avéré (avec Preuves humaines suffisantes) pour le cancer du poumon.